# نيكي سالابو
نيكي سالابو هو حارس كرة قدم ساموا أمريكي، ولد في 13 سبتمبر 1980 في باغو باغو. وهو حامل لقب أكثر حارس استقبل أهدافاً في مباراة دولية واحدة.
لعب تصفيات القارة الأوقيانية لكأس العالم، في 2002 و2006 ، وخسر جميع المباريات.

## المسيرة الدولية
استقبل سالابو 31 هدف من أستراليا في مباراة واحدة، في تصفيات كأس العالم ل2002، في 11 أبريل 2001.
في 2011، كان هو حارس ساموا الأمريكية، عندما فاز منتخبه المباراة الدولية الأولى في تاريخه، بنتيجة 2-1 على تونغا أثناء الدور الأول لتصفيات أوقيانوسيا، لكأس العالم لكرة القدم 2014.

## إحصائيات المنتخب
| [[منتخب ساموا الأمريكية لكرة القدم\|منتخب ساموا الأمريكية لكرة القدم | [[منتخب ساموا الأمريكية لكرة القدم\|منتخب ساموا الأمريكية لكرة القدم | [[منتخب ساموا الأمريكية لكرة القدم\|منتخب ساموا الأمريكية لكرة القدم |
| السنة                                                                | الظهو                                                                | الأهداف                                                              |
| -------------------------------------------------------------------- | -------------------------------------------------------------------- | -------------------------------------------------------------------- |
| 2001                                                                 | 4                                                                    | 0                                                                    |
| 2002                                                                 | 0                                                                    | 0                                                                    |
| 2003                                                                 | 0                                                                    | 0                                                                    |
| 2004                                                                 | 4                                                                    | 0                                                                    |
| المجموع                                                              | 8                                                                    | 0                                                                    |

## روابط خارجية
- نيكي سالابو على موقع الاتحاد الدولي (مؤرشف)  (الإنجليزية)
- نيكي سالابو على موقع قاعدة بيانات كرة القدم.إي يو (الإنجليزية)
- نيكي سالابو على موقع ناشيونال فوتبول تيمز (الإنجليزية)
- نيكي سالابو على موقع Soccerway.com (الإنجليزية)
- نيكي سالابو على موقع عالم كرة القدم.نت (الإنجليزية)